# Opéra de Francfort

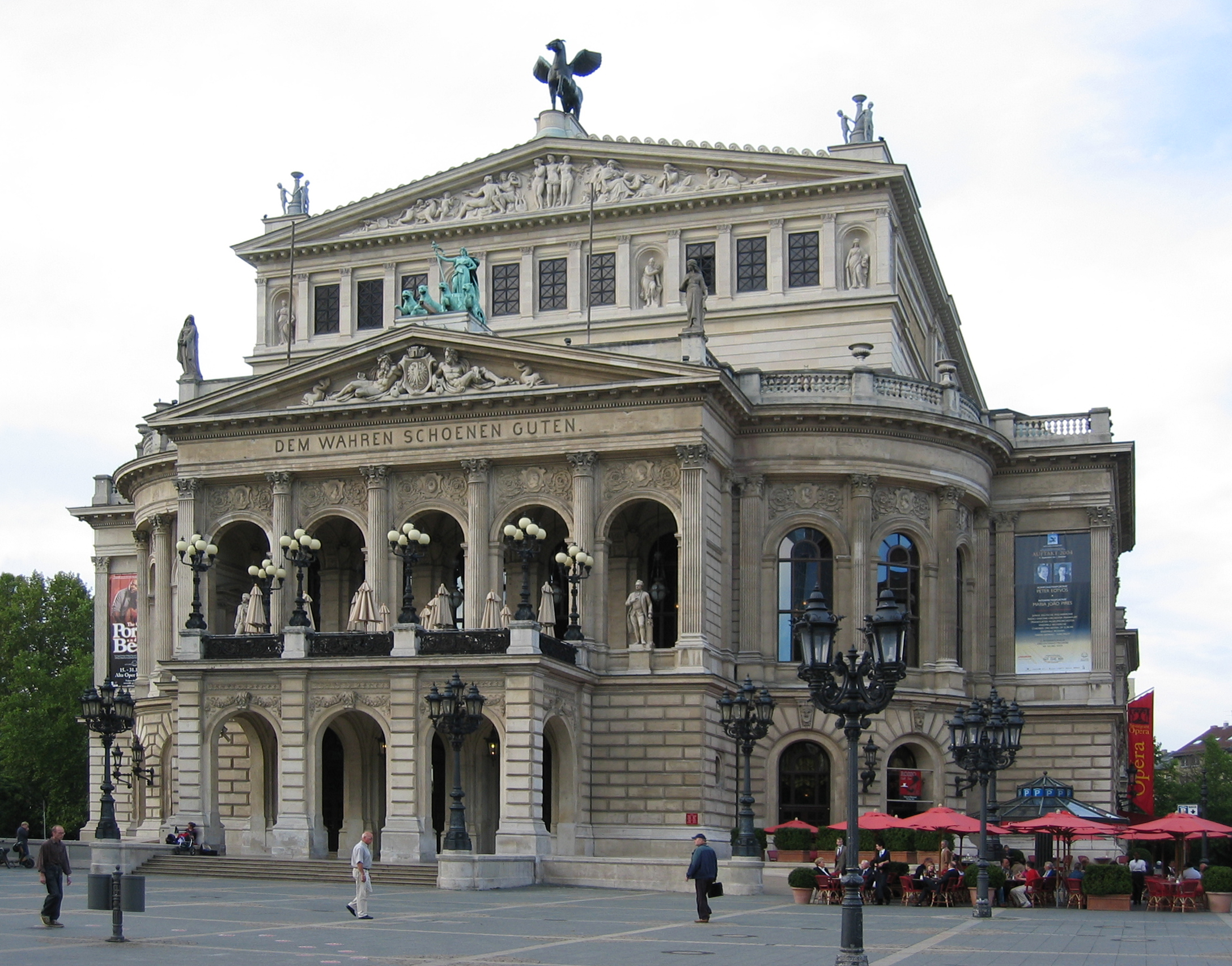
Le Vieil opéra de Francfort, construit en 1880 et en partie détruit en 1944.

L'opéra de Francfort (Oper Frankfurt en allemand) est une importante salle d'opéra européenne. En 2005-2006, il s'y est représenté douze premières, un nombre qu'aucune salle d'opéra en Europe n'a égalé. En 1997 et 2003, la salle a reçu le titre « Opéra de l'année ».
De nombreux chanteurs célèbres ont commencé leur carrière dans la salle (par exemple, Franz Völker, Edda Moser, Cheryl Studer et Diana Damrau) et il attire des chanteurs établis comme Christian Gerhaher qui est apparu dans L'Orfeo de Monteverdi, Piotr Beczała dans Werther de Jules Massenet et Jan-Hendrik Rootering dans Parsifal de Wagner. 
La société est composée de chanteurs accompli comme Johannes Martin Kränzle, Juanita Lascarro, Stuart Skelton, etc.
L'actuel directeur musical est Sebastian Weigle et le directeur est Bernd Loebe.
En 2013, la compagnie reçoit un International Opera Award.